# بانک استریت (زمین فوتبال)
بانک استریت (به انگلیسی: Bank Street) یک ورزشگاه دو منظوره و دومین ورزشگاه خانگی باشگاه فوتبال منچستر یونایتد بود.